# فيديريكو غيرا
فيديريكو غيرا (بالإسبانية: Federico Guerra)‏ هو لاعب كرة قدم أرجنتيني في مركز الوسط، ولد في 15 يوليو 1990 في مندوزا في الأرجنتين. لعب مع سبورتيفو إيطاليانو ‏.

## وصلات خارجية
- فيديريكو غيرا على موقع قاعدة بيانات كرة القدم.إي يو (الإنجليزية)
- فيديريكو غيرا على موقع Soccerway.com (الإنجليزية)